# Филип (апостол)
Вижте пояснителната страница за други личности с името Филип.
Свети апостол Филип е един от дванадесетте апостоли. Проповядвал в Галилея, Гърция, Арабия, Етиопия. Вършел чудеса – възкресил мъртвец от Иерапол. Придружавали го сестра му Мариамна и ап. Вартоломей. Завършил живота си в Хиераполис, разпнат на кръст с глава надолу, повесен високо, хвърляли камъни по него.
Чества се на 14 ноември заедно със св. Григорий Палама и на 30 юни (Събор на светите дванадесет апостоли).
Споменатия в Деянията на Апостолите Евангелист Филип(Деян 21:08) вероятно е друго лице, съименник на апостол Филип.
Съществува и гностическо апокрифно евангелие – Евангелие от Филип.
На 27 юли 2011 г. италианският изследовател Francesco D'Andria намира гроба на Апостол Филип в древния град Хиераполис (Hierapolis) в Западна Турция, където около 80 г. апостолът е убит от римляните.